# Речные порты Волжского бассейна

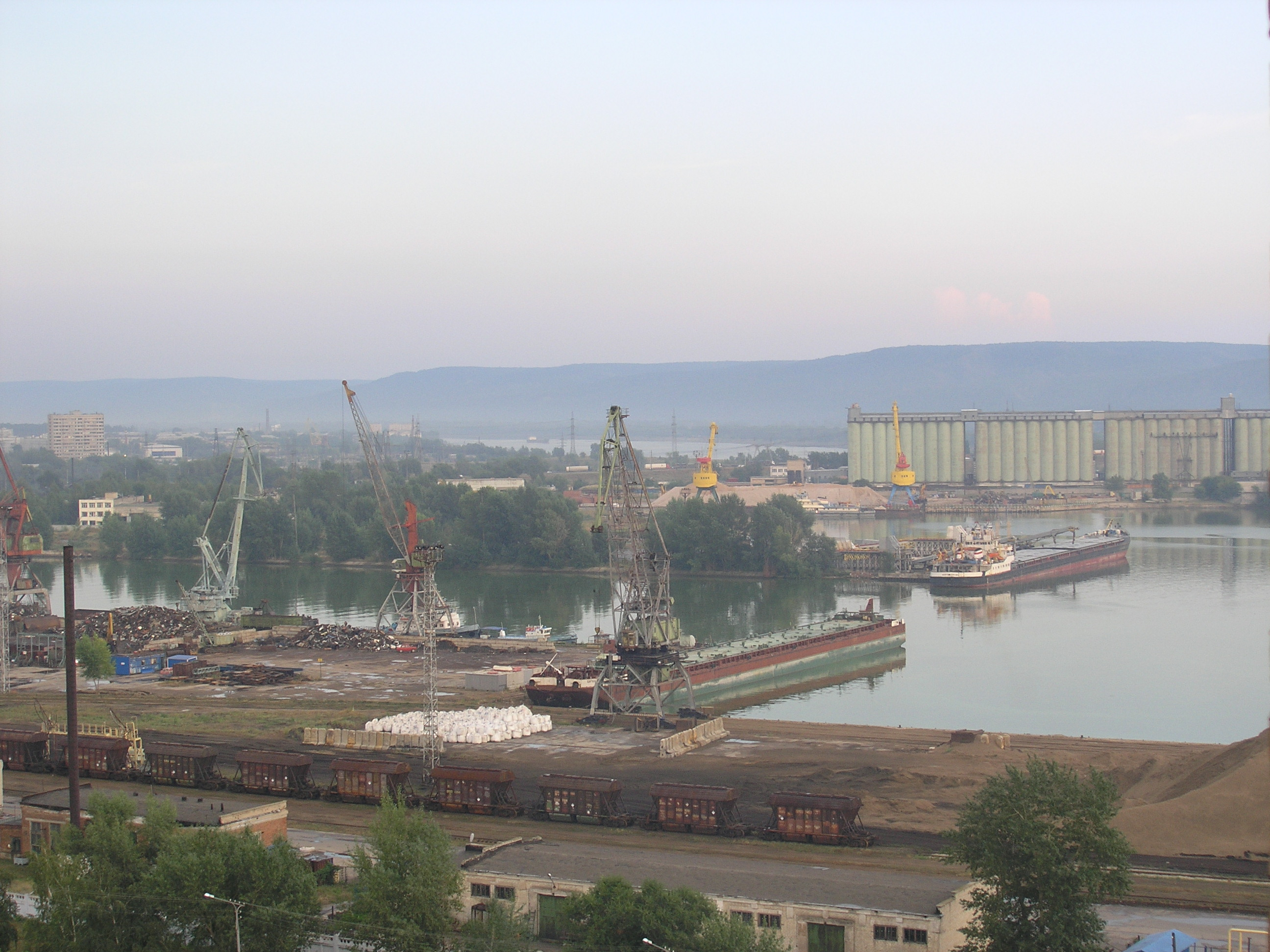
Речной порт Тольятти

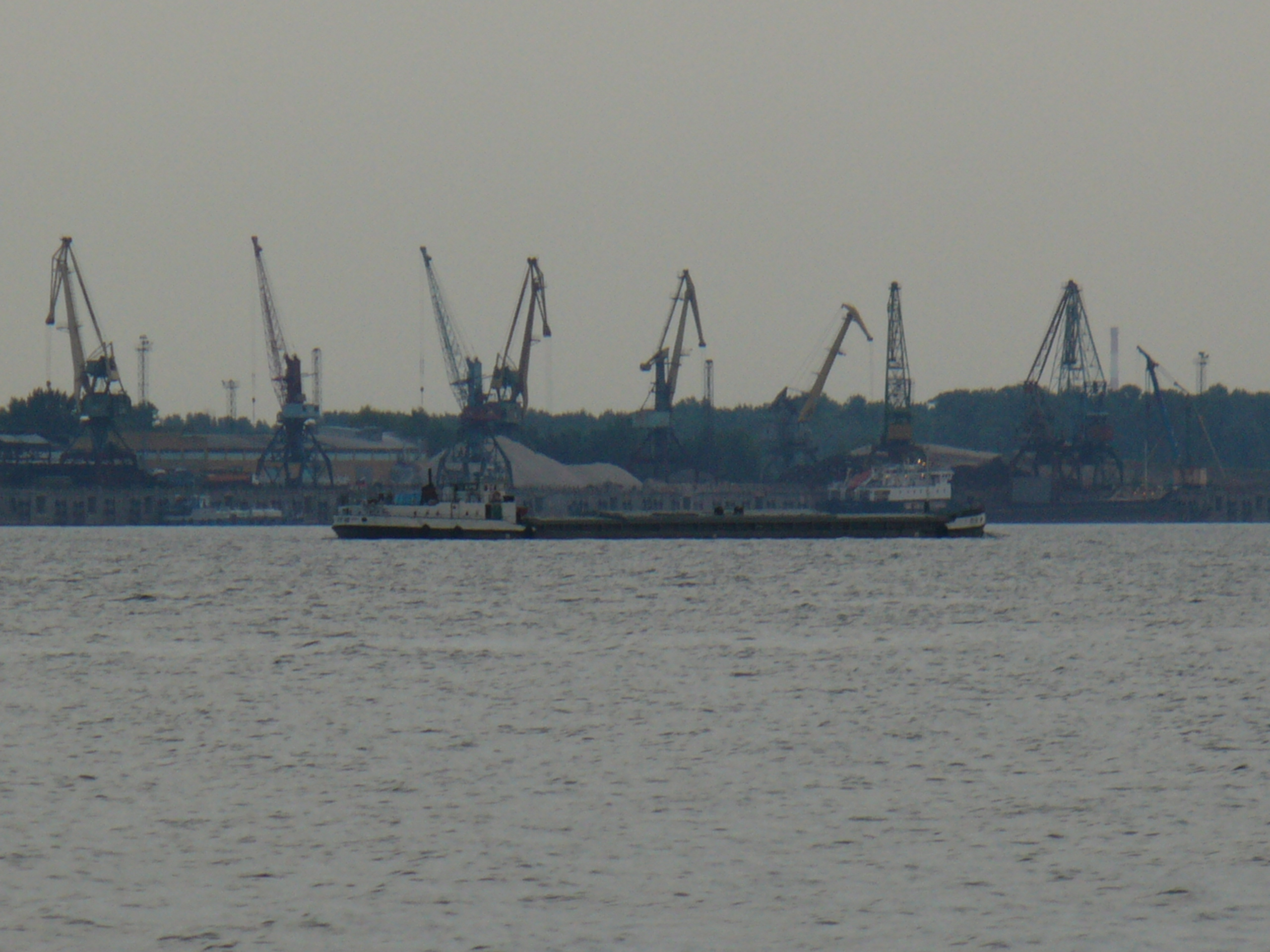
Речной порт Самары

Речной вокзал Саратова

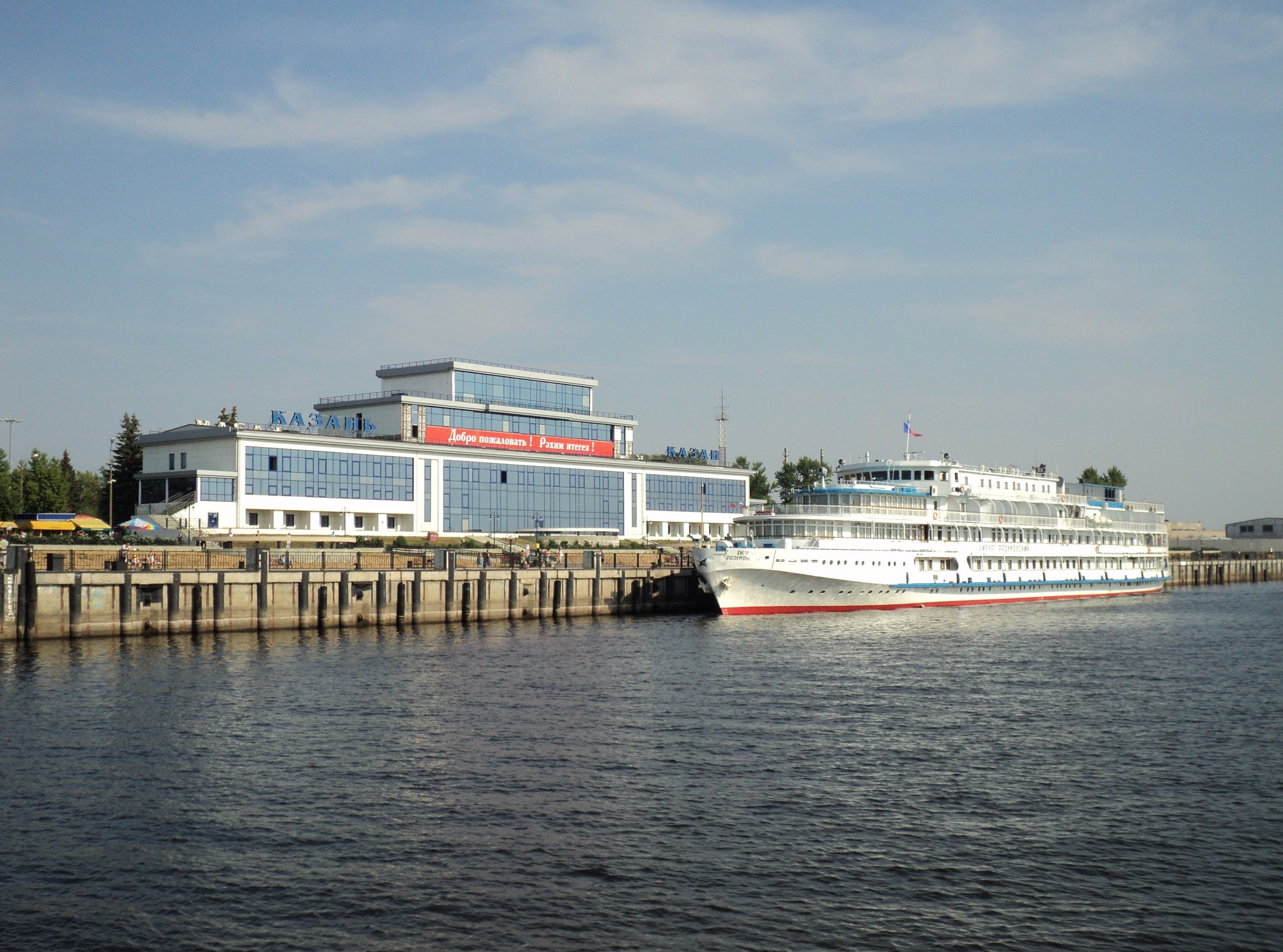
Речной вокзал Казани

Речные порты Волжского бассейна — основные воднотранспортные центры, организующие перевозки грузов и пассажиров по реке Волге и её притокам. После создания единой глубоководной транспортной системы и завершения строительства Беломорско-Балтийского и Волго-Донского каналов и Волго-Балтийского водного пути они стали «портами пяти морей»,  имея выход в Белое, Балтийское, Азовское, Чёрное и Каспийское моря.
Речные порты Волжского бассейна возникали и развивались с ростом экономики и населённых пунктов, а также флота Волжского бассейна. Долгое время большинство грузовых работ выполнялось вручную, так к 1917 году имелись только бремсберг в Камышине и зерновой элеватор в Самаре. Строительство причалов и других портовых сооружений и механизация портов начались в 1931 году. В середине XX века строительство гидроузлов Волжско-Камского каскада гидроэлектростанций и создание крупных водохранилищ привело к сооружению новых и реконструкции старых портов, в т.ч. крупнейших в Европе (Казанский, Пермский, Астраханский и др.), резкому росту грузооборота и пассажирооборота портов.
Основные порты Волги (от верховья к устью, год постройки): Тверь (1961), Череповец (1960), Рыбинск (1942), Ярославль (1948), Кинешма, Нижний Новгород (1932), Чебоксары, Казань (1948), Ульяновск (1947), Тольятти (1957), Самара (1948), Саратов (1948), Волгоград (1938), Астрахань (1934). Порты и пристани на Каме: Березники, Лёвшино, Пермь (1943), Чайковский, Камбарка, Набережные Челны, Чистополь. Другие важнейшие порты и пристани бассейна: Рязань на Оке, Уфа на Белой, Киров на Вятке; особое значение имеют порты Москвы на реке Москве (Северный, Западный и Южный).
Продолжительность работы портов от 180 суток в Перми до 240 суток в Астрахани.
Грузовые и нефтеналивные порты и терминалы обеспечивают перевозки нефте-нефтепродуктовых и угольных энергоносителей, минерально-строительных, промышленных, продовольственных и прочих грузов, материалов и товаров. Речные вокзалы портов обеспечивают работу пассажирского (в т.ч. скорого и скоростного) флота на регулярных дальнего следования, пригородных и туристических перевозках.